# Hong Kong aux Jeux mondiaux de 2017
Cet article contient des informations sur la participation et les résultats de Hong Kong aux Jeux mondiaux de 2017 à Wrocław en Pologne.

## Médailles

### Or
| Sport             | Discipline | Sportifs |
| Médaille d'or : 0 |            |          |

### Argent
| Sport                 | Discipline | Sportifs  |
| Médaille d'argent : 1 |            |           |
| Squash                | Femmes     | Joey Chan |

### Bronze
| Sport                  | Discipline    | Sportifs                     |
| Médaille de bronze : 1 |               |                              |
| Bowling                | Double hommes | Wu Siu Hong (en) Michael Mak |